# Arrechavala
Joaquín Arechavala y Vílchez (1728-1823) était un militaire et homme politique espagnol, ayant servi dans l'actuel Nicaragua, alors colonie espagnole. Après sa mort à León la culture populaire de la ville en a fait une figure légendaire connue sous le nom d'Arrechavala.

## Biographie
Arechavala est né à Madrid, en Espagne. Ses parents étaient José Antonio Arechavala et Ambrosia de Vílchez. Il a épousé Doña Juana Navia y Sotomayor Pimentar en Espagne, avec laquelle il a eu cinq filles : Joaquina, Tomasa, Biviana, Micaela et Inés Arechavala y Navia Sotomayor.
Il s'est engagé dans l'armée et a été transféré dans la province d'outre-mer du Nicaragua par ordre du roi d'Espagne et des Indes, Charles III.
Il a fait partie de l'oligarchie nicaraguayenne et est devenu maire de León en 1790, s'élevant au rang de colonel le 14 février 1791. Il occupait cette fonction lors de la proclamation de l'indépendance des Provinces unies d'Amérique centrale en 1821. Il occupe temporairement le poste de gouverneur de la province du Nicaragua entre 1813 et 1819.
Don Joaquín épouse Valeria García Cosió en secondes noces le 11 février 1821 à León, après la mort de sa première épouse. Sa deuxième femme, Valeria, n'a pas eu d'enfants.

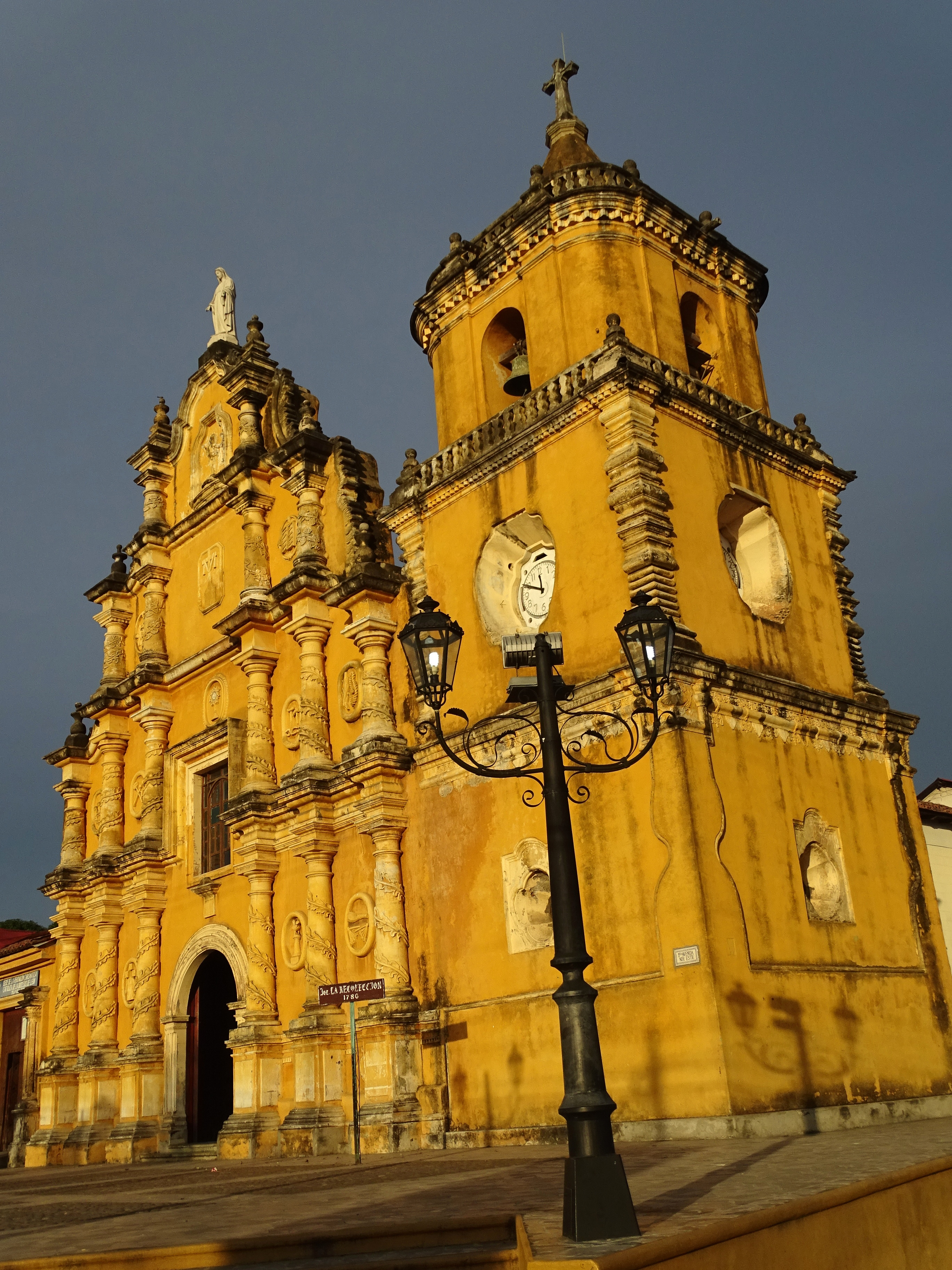
León. L'Église de la Recolección

Il est réputé pour avoir acquis une grande fortune. Outre ses nombreux domaines à León et aux alentours, il semble également avoir été propriétaire du moulin à sucre de San Jacinto. Il a participé économiquement à la construction de l'église San Sebastián, à la reconstruction de l'église de la Recolección et il a donné des tableaux représentant San Sebastián, Jésus attaché à la colonne et de la Vierge de Dolores.
Don Joaquín Arechavala y Vílchez était un défenseur de l'adhésion du Nicaragua à l'empire mexicain d'Agustín de Iturbide où il voyait ses intérêts assurés.
Il existe des preuves de sa participation à la rédaction du document connu sous le nom d'Acte des nuages (Acta de los Nublados (es)) dans lequel les députés du conseil provincial de l'Intendance de Léon, dans la Capitainerie générale du Guatemala, ont exprimé leur position sur l'a déclaration d'indépendance de l'Amérique centrale (proclamée le 15 septembre 1821) et qu'ils ont signé le 28 septembre 1821.
Le 16 octobre 1823, il meurt à León à l'âge de 95 ans. Comme le stipule son testament, il a demandé à être enterré dans la cathédrale ou dans l'église de La Recolección, mais on ignore où il a finalement été enterré.

## Personnage de légende

### Les légendes
Sa mort a fait naître dans la ville la légende d'Arrechavala, un personnage fantomatique dont on dit qu'il "apparaît sur sa jument en galopant, ses sabots produisant des flammes sur les pavés des vieilles rues de León", principalement dans la rue Rubén Darío (anciennement appelée rue Real) entre les églises du Calvario et de San Juan Bautista, du quartier de Sutiaba.
Il existe plusieurs versions de la légende du colonel Arechavala en uniforme et de sa jument "La Cordobesa" richement parée, mais toutes coïncident dans la description du colonel chevauchant sa jument. Parfois, il se promène dans la rue et d'autres fois dans la cour de ce qui était sa maison. Par extraordinaire, seules les femmes peuvent le voir dans la nuit, les hommes ne sentant que la lanière de son fouet fendant l'air.
- La première version écrite de la légende d'Arrechavala date de 1956 et se trouve dans l'ouvrage d'Andrés Vega Bolaños, ambassadeur du Nicaragua en Espagne, intitulé "Histoire du Nicaragua".
- Selon Salomón Somarriba, l'arrière-arrière-petit-fils de Joaquín Arechavala, la légende a été inventée par les contrebandiers de tabac honduriens pour faciliter l'introduction de leurs marchandises dans la ville pendant la prohibition du tabac.
- Une autre hypothèse sur laquelle repose la légende est que Joaquín Arechavala chevauchait nuitamment pour monter la garde en prévision des révoltes qui étaient courantes dans cette période de transition de l'histoire du Nicaragua. Pendant ces tours de garde, il avait l'habitude d'effrayer les citoyens qu'il rencontrait sur son chemin et ceux-ci, en entendant le trot du cheval, s'enfuyaient au plus vite.

La croyance populaire est que l'esprit du colonel erre dans les rues de León à la recherche de sa fortune qui doit être enterrée quelque part dans la ville. Mais le sentiment populaire est que les richesses accumulées doivent être distribuées, d'une manière ou d'une autre, au sein de la communauté ; c'est pourquoi, lorsqu'un riche meurt, son âme ne peut se reposer et il erre alors parmi les vivants jusqu'à ce que ses richesses soient distribuées d'une manière ou d'une autre.
Cette croyance illustre l'esprit des habitants de León, pour qui la recherche de la justice s'est manifestée à de nombreuses reprises dans son histoire.

### Dans la culture
Le colonel Joaquin Arechavala est le sujet de nombreuses œuvres dont :
- "Las albóndigas del coronel" (1884), une histoire du jeune Rubén Darío, qu'il identifie comme une tradition nicaraguayenne[1].
- La chanson "La Tula Cuecho" (1975) du compositeur nicaraguayen Carlos Mejía Godoy.
- "El caballo de Arrechavala" dans le livre d'histoires d'horreur et d'humour "Cinco noches arrechas" (2008) de María López Vigil, écrivain cubain vivant au Nicaragua[2].

Dans la ville, le petit Musée des légendes et traditions (León) installé dans une ancienne prison somoziste, porte son nom. Les habitants y expose des marionnettes, des peintures et des mosaïques de leur fabrication représentant la légende des chevauchées nocturnes du "Coronel".